# Equedamea
Equedamea (en griego, Εχεδάμεια) es el nombre de una antigua ciudad griega de Fócide.
Pausanias la menciona como una de las ciudades de Fócide que fueron tomadas por Filipo II de Macedonia en el año 346 a. C. durante la tercera guerra sagrada. Esta era la única fuente acerca de la ciudad hasta el descubrimiento en 1863 de una inscripción de una manumisión donde se menciona varias veces el gentilicio de la ciudad. Se desconoce su localización exacta.